# Wojna dewolucyjna
Wojna dewolucyjna – wojna prowadzona między Francją a Hiszpanią w latach 1667–1668.
W latach 60. XVII w., po koronacji schorowanego Karola II na króla Hiszpanii, państwa europejskie spodziewając się wygaśnięcia hiszpańskiej linii Habsburgów zaczęły przejawiać zainteresowanie przejęciem spuścizny po upadającym imperium hiszpańskim. Szczególnie aktywny na tym polu był władca Francji Ludwik XIV, który poprzez małżeństwo z przyrodnią siostrą Karola II Marią Teresą spodziewał się odziedziczenia korony Hiszpanii. Ponieważ Karol II pozostawał przy życiu, Ludwik postanowił na razie ograniczyć swoje pretensje do Niderlandów Hiszpańskich, części Burgundii oraz Luksemburga, korzystając z obowiązującego w Brabancji prawa spadkowego (dewolucyjnego), w myśl którego dzieci z pierwszego małżeństwa po śmierci ojca miały pierwszeństwo w dziedziczeniu przed dziećmi z kolejnych małżeństw. Pomimo tego, że testament Filipa IV wyraźnie odmawiał Marii Teresie prawa do tych ziem, król francuski rozpoczął w roku 1667 wojnę, starając się wykorzystać zaangażowanie głównych konkurentów w konflikty zbrojne (wojna o niepodległość Portugalii 1661–1668 oraz druga wojna angielsko-holenderska).
24 maja 1667 armia francuska pod wodzą Turenne'a wkroczyła do Niderlandów, zdobywając takie twierdze jak Lille (zdobyte dnia 17 sierpnia 1667 r.), Courtrai, Tournai, Douai i Audenarde (Oudenaarde). Inna armia pod wodzą Wielkiego Kondeusza w lutym 1668 r. wkroczyła i zajęła tereny Hrabstwa Burgundii (Franche-Comté).
Odniesione przez Francuzów sukcesy wywołały niepokój Anglii, Holandii i Szwecji. Dwa pierwsze państwa postanowiły w tej sytuacji dojść do porozumienia w celu zakończenia trwającego między nimi konfliktu i zawiązały antyfrancuski układ, do którego włączyła się także Szwecja (tzw. trójporozumienie). Bojąc się rozszerzenia konfliktu król francuski zaprzestał prowadzenia działań zbrojnych i poprosił o rozejm. Dnia 2 maja 1668 roku w Akwizgranie podpisano porozumienie pokojowe, na mocy którego Maria Teresa zrzekła się praw do tronu hiszpańskiego, w zamian za co Francuzi uzyskali część Flandrii z miastem Lille. Sprawa tronu hiszpańskiego pozostała jednak nierozwiązana i z nową siłą wybuchła w roku 1700 – wojna o sukcesję hiszpańską.